# Choi Seong-hun
Choi Seong-hun (kor. 최성훈, ur. 2 lipca 1988 roku) – południowokoreański e-sportowiec znany pod pseudonimem Polt, grający w StarCrafta II. Zwycięzca GSL Super Tournament, dwukrotny zwycięzca World Championship Series America.

## Kariera

### W Korei Południowej
Choi Seong-hun jest synem żołnierza służącego w siłach specjalnych Wojsk Lądowych Republiki Korei. Przez kilka lat grał w Warcrafta III, ale jedynie półzawodowo, gdyż skupiał się na nauce i nie planował kariery w sporcie elektronicznym. Po premierze StarCrafta II zaczął jednak grać w turniejach.
W 2010 roku został zawodnikiem drużyny Prime, w barwach której między innymi doszedł do 1/8 finału w trzecim sezonie 2010 StarCraft II Open, eliminując po drodze Lim Yo-hwana („BoxeRa”) oraz – 8 września 2010 roku – zadebiutował w Global StarCraft II League (GSL). W kolejnym roku nie odnosił sukcesów w GSL, jednak wbrew oczekiwaniom ekspertów i kibiców zwyciężył w GSL Super Tournament w 2011 roku, pokonując w finale Mun Seong-wona („MMA”) 4:0. Za tę wygraną otrzymał nagrodę pieniężną wynoszącą w przeliczeniu 93 tysiące dolarów, która wciąż pozostaje najwyższą w jego karierze. Po osiągnięciu tego sukcesu przez pewien czas występował pod pseudonimem OptimusPrime.
Dopiero po zwycięstwie w Super Tournament odnotował pierwszy sukces w Code S (de facto najwyższym szczeblu rozgrywek w StarCrafcie II w Korei Południowej): w sierpniowej edycji 2011 GSL dotarł do półfinału, w którym przegrał z Kim Jung-hoonem („TOP-em”).

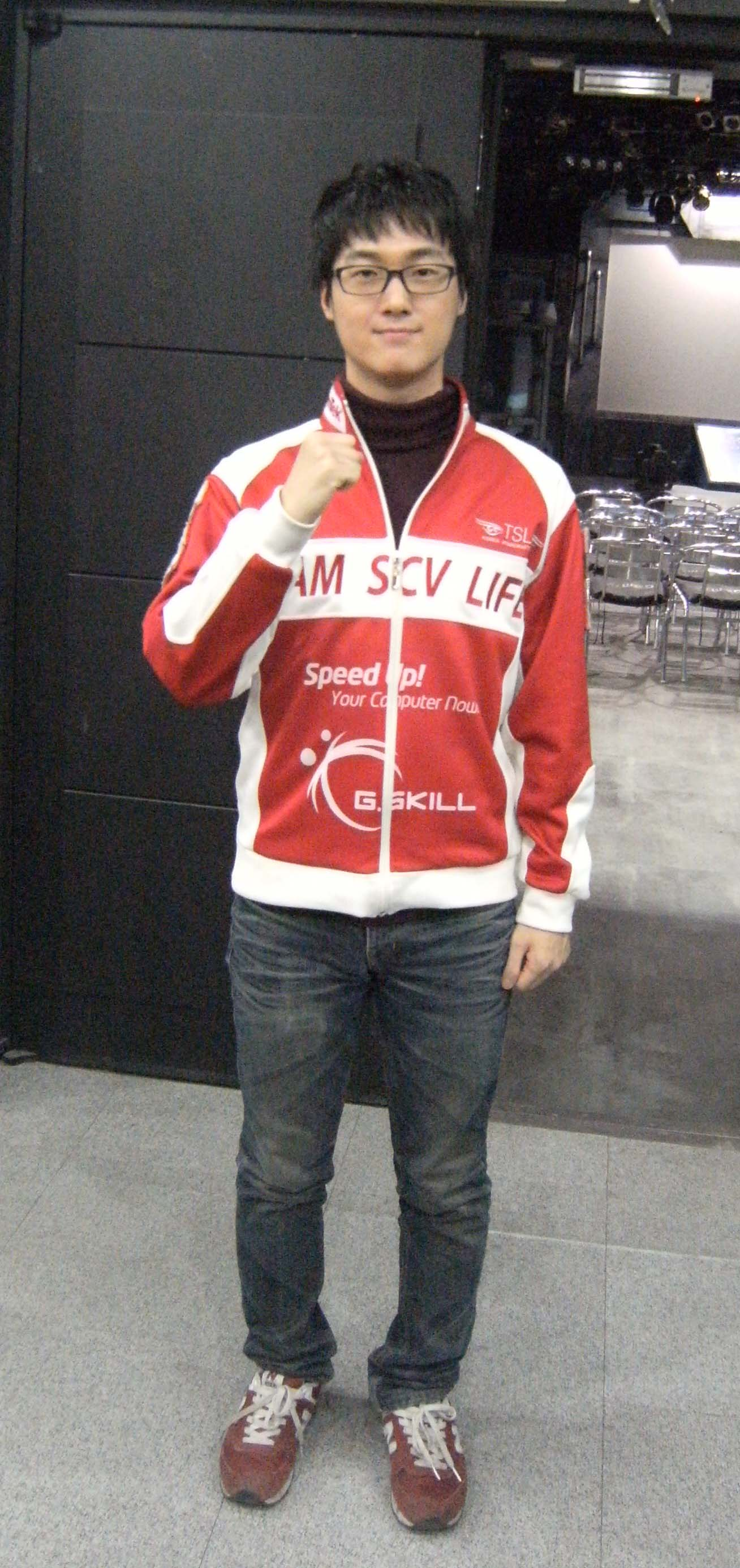
„Polt” jako zawodnik Team SCV Life

We wrześniu 2011 roku opuścił Prime. Powrócił do starego pseudonimu i początkowo zamierzał występować jako zawodnik niezależny, wkrótce jednak dołączył do zespołu Team SCV Life. Przez rok i trzy miesiące w szeregach tej drużyny po raz pierwszy wystąpił w turnieju rozgrywanym poza Koreą (MLG Orlando) i odniósł szereg sukcesów za granicą: pierwsze miejsce w ASUS ROG Winter 2012 (4:1 w finale z Francuzem Ilyesem Satourim, „Stephano”), drugie miejsce w sztokholmskim DreamHacku (przegrana ze Szwedem Marcusem Eklöfem „ThorZaINem” 1:3) i trzecie miejsce w 4. sezonie North American Star League (4:0 w meczu o brązowy medal ze Szwedem Rickardem Bergmanem). Nie zdołał jednak ani razu zająć wysokiego miejsca w 2012 Global StarCraft II League, nie zakwalifikował się również do mistrzostw świata w 2012 roku (2012 Battle.net World Championship).

### W Stanach Zjednoczonych
22 grudnia 2012 roku ogłoszono, że „Polt” opuszcza  Team SCV Life, aby podjąć studia w USA (wcześniej ukończył już studia w Korei, studiował inżynierię biomedyczną na Narodowym Uniwersytecie Seulskim). Niespełna dwa tygodnie później drużyna rozwiązała się i zakończyła funkcjonowanie, Choi Seong-hun został zaś studentem UT Austin, rezygnując zarazem z występów w pierwszym sezonie Code S 2013 Global StarCraft II League.
W Stanach Zjednoczonych Choi podpisał indywidualną umowę sponsorską z CM Storm i z powodzeniem skupił się, kontynuując jednocześnie studia, na występach w turniejach rozgrywanych w USA. Pierwszy triumf odniósł w 2013 MLG Spring Championship w Anaheim, gdzie w finale pokonał Ko Seok-hyuna 3:2. Został wówczas czwartym zawodnikiem w historii StarCrafta II, który wygrał co najmniej jeden duży turniej w Korei, Europie i Ameryce Północnej.
W sierpniu zwyciężył w drugim sezonie edycji 2013 WCS America (4:0 w finale z Lee Jae-dongiem). Dwa miesiące później, w rozgrywce finałowej trzeciego sezonu, do której dotarł, pokonując po drodze wyłącznie innych Koreańczyków, obronił tytuł mistrzowski, pokonując w finale Han Ji-wona („ByuLa”) 4:1. Choi Seong-hun to pierwszy i dotąd jedyny gracz w historii World Championship Series, któremu udało się zdobyć tytuł mistrzowski w swoim regionie dwa razy z rzędu. Zyskał przy tym sympatię amerykańskich kibiców, którzy nadali mu przydomek „Kapitan Ameryka”, ponieważ spośród wszystkich Koreańczyków występujących w WCS America tylko Choi zamieszkał na kontynencie amerykańskim (kibice krytykowali więc te rozgrywki jako amerykańskie jedynie z nazwy). Choiowi zarzucano jednak, że jego sukcesy biorą się stąd, iż jest zawodnikiem o dużych umiejętnościach, mierzącym się z dużo słabszymi od niego przeciwnikami występującymi w tym regionie; w ogólnoświatowych finałach obu sezonów odpadał w fazie grupowej, a w turnieju finałowym, wieńczącym edycję 2013, przegrał w ćwierćfinale z późniejszym triumfatorem Kim Yoo-jinem („sOs”) 1:3.
W styczniu 2014 roku Choi otrzymał amerykańską wizę P-1A, przyznawaną sportowcom o międzynarodowej renomie. Jest drugim e-sportowcem na świecie – pierwszym był Kim Dong-hwan, „viOLet” – który otrzymał tę wizę, przyznawaną dotąd wyłącznie sportowcom w tradycyjnym rozumieniu tego słowa.

## Styl gry
Choi Seong-hun gra terranami. Jego najmocniejszymi stronami są inteligentna gra, precyzyjna kontrola poszczególnych jednostek, umiejętność zajmowania swoją armią pozycji korzystniejszej niż przeciwnik i wykorzystywanie jej w walce.
W rankingu Elo prowadzonym przez TeamLiquid.net (na wzór rankingu szachowego Międzynarodowej Federacji Szachowej) „Polt” zajmuje drugie miejsce w klasyfikacji wszech czasów, za Yun Young-seo „TaeJą” (stan na 4 marca 2014 roku).

## Najważniejsze osiągnięcia
- GSL Super Tournament 2011 – pierwsze miejsce
- ASUS ROG Winter 2012 – pierwsze miejsce
- 2013 MLG Spring Championship – pierwsze miejsce
- StarCraft II World Championship Series: America – pierwsze miejsce (dwukrotnie)
- 2012 DreamHack Open Stockholm – drugie miejsce
- IEM Season VIII Kolonia – drugie miejsce